# Alan Hutton
Alan Hutton (Glasgow, 30 novembre 1984) è un ex calciatore scozzese, di ruolo difensore.

## Caratteristiche tecniche
Terzino destro di spinta, in grado di giocare su entrambe le fasce. In possesso di una notevole velocità - a cui abbina un'elevata resistenza allo sforzo - è stato spesso criticato dagli addetti ai lavori per l'eccessiva irruenza nei tackle in fase di non possesso, che lo porta a commettere falli evitabili.

## Carriera

### Club
Proveniente dalle giovanili dei Rangers, esordì in prima squadra il 22 dicembre 2002 contro il Partick. Quella fu la sua unica presenza stagionale nella massima serie scozzese. Fu in campo 11 volte nella stagione successiva, nel corso della quale segnò il suo primo gol da professionista. Nel corso degli anni è aumentata la sua frequenza di utilizzo, fino ad arrivare a 23 incontri nella stagione 2005-2006.
Il 30 gennaio 2008 si è trasferito al Tottenham per 13 milioni di euro, diventando così il primo acquisto di calciatori scozzesi più costoso di tutti i tempi per i club inglesi dopo il portiere Craig Gordon, che nel 2007 passò al Sunderland per 12,1 milioni di euro.

#### Aston Villa
Il 31 agosto 2011 viene ceduto all'Aston Villa a titolo definitivo per 4,5 milioni di euro.
Hutton ha debuttato con l'Aston Villa il 10 settembre nel pareggio per 2-2 in casa dell'Everton. Hutton ha preso parte anche alla sconfitta per 2-1 del Villa contro i rivali locali del West Brom, dove con un tackle su Shane Long ha causato l'infortunio al ginocchio di Long, tenendo quest'ultimo fermo per sei settimane. Il tackle non è stato punito durante la partita, ma in seguito ha scatenato un dibattito retrospettivo sulla correttezza della sfida. Dopo la partita il suo tackle è stato definito "feroce" dall'allenatore del West Brom Roy Hodgson. Hutton è stato difeso dal vice manager dell'Aston Villa Peter Grant, che ha insistito sul fatto che Hutton non fosse un giocatore "sporco". Anche l'allenatore, Alex McLeish, si è schierato a favore di Hutton, oltre a esprimere simpatia per Long. Nel prosieguo della stagione questa reputazione di Hutton è però continuata, visto che è stato espulso per doppio cartellino giallo nella sconfitta per 2-1 dell'Aston Villa in casa contro l'Arsenal il 21 dicembre.
La prima stagione di Hutton al Villa Park è stata deludente e il suo futuro al club è rimasto in dubbio durante la fine della stagione. Le speculazioni si sono intensificate quando il 6 luglio 2012 il nuovo manager dell'Aston Villa Paul Lambert ha ingaggiato il terzino destro dello Sheffield United Matthew Lowton. Dieci giorni dopo, Hutton è stato escluso dai 25 uomini scelti per rappresentare il club nella tournée pre-stagionale negli Stati Uniti. Dopo essere stato escluso dalla prima squadra, Hutton ha ammesso di essersi trovato in una situazione difficile, ma anche che sperava di tornare in prima squadra.

#### Prestito al Nottingham Forest
Avendo avuto poche opportunità in prima squadra all'Aston Villa, Hutton si unisce al Nottingham Forest in un prestito "d'emergenza", fino al 2 gennaio 2013, rendendosi disponibile per nove partite. Al momento del trasferimento in prestito, il presidente Omar Al Hasawi descrive il passaggio di Hutton al Nottingham Forest come una "grande risorsa". Due giorni dopo, Hutton fa il suo debutto e ha un rapido impatto fornendo un assist a Billy Sharp per il primo gol, ed il Nottingham Forest batte il Wolverhampton per 2-1. Hutton si afferma come terzino destro in difesa e gioca tutte le partite fino alla fine del prestito.

#### Prestito al Mallorca
Il 29 gennaio 2013 Hutton viene ceduto in prestito al Mallorca, squadra spagnola, fino al termine della stagione. Il 3 febbraio 2013 Hutton debutta come terzino destro nella sconfitta per 3-0 contro la Real Sociedad. Il club viene retrocesso, ma nonostante ciò Hutton ha espresso il desiderio di rimanere nel club anche nella prossima stagione. Il 30 giugno 2013 termina il prestito di Hutton al Mallorca. Il club tenta quindi di ingaggiare Hutton, questa volta a titolo definitivo. Tuttavia, il trasferimento non si concretizza, poiché il club non può permettersi un contratto a tempo indeterminato.

#### Prestito al Bolton
Il 28 febbraio 2014 si trasferisce in prestito d'emergenza al Bolton Wanderers, squadra di Football League Championship. Trascorrerà un periodo iniziale di 28 giorni al Reebok Stadium. Nelle due partite successive è rimasto in panchina e ha debuttato con i Wanderers l'11 marzo 2014 nel pareggio senza reti con il Derby County al Pride Park. Il Bolton ha prolungato il suo contratto di prestito al club fino alla fine della stagione 2013-2014 dopo aver fatto una buona impressione nelle sue prime partite con il club.

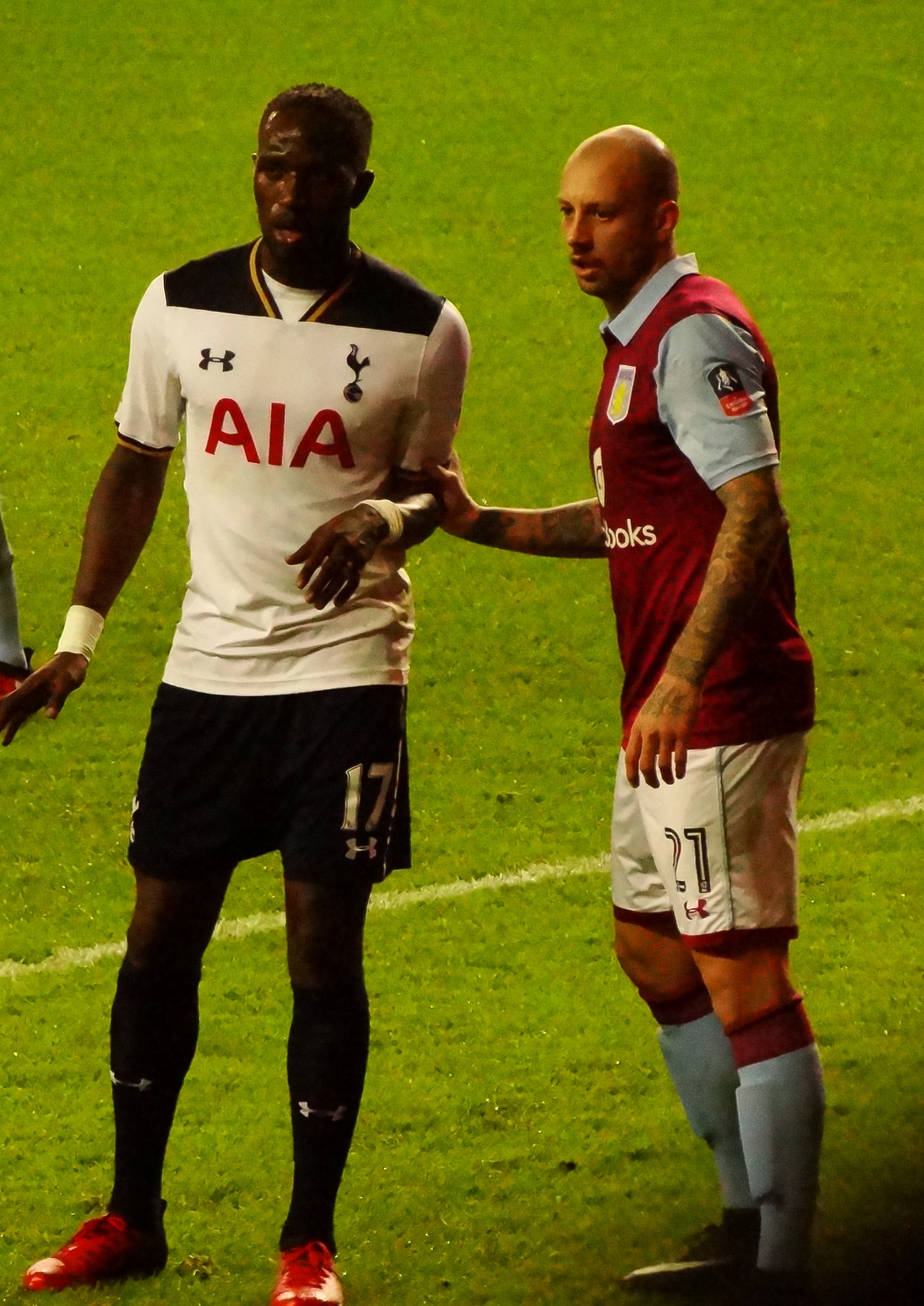
Hutton (a destra) trattiene Moussa Sissoko in un incontro di FA Cup con l'ex club Tottenham Hotspur FC, 2017

#### Ritorno all'Aston Villa
Dopo i vari prestiti, Hutton torna all'Aston Villa nel 2014 e si guadagna a sorpresa la convocazione nell'amichevole pre-stagionale vinta per 3-1 contro il Mansfield Town il 18 luglio, disputando una buona prestazione e fornendo l'assist per il gol del pareggio di Darren Bent, anch'egli rientrato dopo una lunga assenza dalla selezione. La buona forma pre-stagionale di Hutton continua e all'inizio della nuova stagione di Premier League si ritrova nuovamente come terzino destro. Il 16 settembre, dopo un ottimo inizio di stagione sia per Hutton che per l'Aston Villa, Hutton ha coronato una notevole svolta nella sua carriera al Villa firmando un nuovo contratto di tre anni con il club. Ha segnato il suo primo gol all'Aston Villa contro il Leicester City in mezza rovesciata nel dicembre 2014. Ha iniziato e portato a termine la finale di FA Cup del 2015, persa per 4-0 contro l'Arsenal, ed è stato regolarmente presente (28 presenze) quando l'Aston Villa ha chiuso in fondo alla classifica ed è retrocesso dalla Premier League nella stagione successiva. Il 14 giugno 2018, Hutton ha firmato un nuovo contratto per rimanere al Villa Park fino al 2019. Hutton ha segnato nel derby contro il Birmingham City il 25 novembre 2018, correndo dall'interno della propria metà campo prima di concludere con il piede sinistro. Hutton è stato svincolato dall'Aston Villa al termine della stagione 2018-19. Il 19 febbraio 2020 ha annunciato il suo ritiro dal calcio professionistico.

### Nazionale
Il 30 maggio 2007 esordisce in nazionale, durante l'incontro Scozia-Austria.

## Statistiche

### Presenze e reti nei club
Statistiche aggiornate al 12 maggio 2018.
| Stagione           | Squadra            | Campionato         | Campionato | Campionato | Coppe nazionali | Coppe nazionali | Coppe nazionali | Coppe continentali | Coppe continentali | Coppe continentali | Altre coppe | Altre coppe | Altre coppe | Totale | Totale |
| Stagione           | Squadra            | Comp               | Pres       | Reti       | Comp            | Pres            | Reti            | Comp               | Pres               | Reti               | Comp        | Pres        | Reti        | Pres   | Reti   |
| ------------------ | ------------------ | ------------------ | ---------- | ---------- | --------------- | --------------- | --------------- | ------------------ | ------------------ | ------------------ | ----------- | ----------- | ----------- | ------ | ------ |
| 2002-2003          | Rangers            | SPL                | 1          | 0          | SC+CdL          | 0               | 0               | CU                 | 0                  | 0                  | -           | -           | -           | 1      | 0      |
| 2003-2004          | Rangers            | SPL                | 11         | 1          | SC+CdL          | 0               | 0               | UCL                | 0                  | 0                  | -           | -           | -           | 11     | 1      |
| 2004-2005          | Rangers            | SPL                | 10         | 0          | SC+CdL          | 0+1             | 0               | UCL+CU             | 0+1                | 0                  | -           | -           | -           | 12     | 0      |
| 2005-2006          | Rangers            | SPL                | 19         | 0          | SC+CdL          | 0+1             | 0               | UCL                | 3                  | 0                  | -           | -           | -           | 23     | 0      |
| 2006-2007          | Rangers            | SPL                | 33         | 1          | SC+CdL          | 1+2             | 0               | CU                 | 8                  | 1                  | -           | -           | -           | 44     | 2      |
| 2007-gen. 2008     | Rangers            | SPL                | 20         | 0          | SC+CdL          | 2+0             | 1               | UCL                | 9                  | 0                  | -           | -           | -           | 31     | 1      |
| Totale Rangers     | Totale Rangers     | Totale Rangers     | 94         | 2          |                 | 7               | 1               |                    | 21                 | 1                  |             | -           | -           | 122    | 4      |
| gen.-giu. 2008     | Tottenham          | PL                 | 14         | 0          | FACup+CdL       | 0+1             | 0               | CU                 | -                  | -                  | -           | -           | -           | 15     | 0      |
| 2008-2009          | Tottenham          | PL                 | 8          | 0          | FACup+CdL       | 0+1             | 0               | CU                 | 2                  | 0                  | CS          | 0           | 0           | 11     | 0      |
| 2009-gen. 2010     | Tottenham          | PL                 | 8          | 0          | FACup+CdL       | 2+4             | 0               | -                  | -                  | -                  | -           | -           | -           | 14     | 0      |
| gen.-giu. 2010     | Sunderland         | PL                 | 11         | 0          | FACup+CdL       | -               | -               | -                  | -                  | -                  | -           | -           | -           | 11     | 0      |
| 2010-2011          | Tottenham          | PL                 | 21         | 2          | FACup+CdL       | 1+0             | 0               | UCL                | 4                  | 0                  | -           | -           | -           | 26     | 2      |
| Totale Tottenham   | Totale Tottenham   | Totale Tottenham   | 51         | 2          |                 | 9               | 0               |                    | 6                  | 0                  |             | 0           | 0           | 66     | 2      |
| 2011-2012          | Aston Villa        | PL                 | 31         | 0          | FACup+CdL       | 2+1             | 0               | -                  | -                  | -                  | -           | -           | -           | 34     | 0      |
| 2012-gen. 2013     | Nottingham Forest  | FLC                | 7          | 0          | FACup+CdL       | 0               | 0               | -                  | -                  | -                  | -           | -           | -           | 7      | 0      |
| gen.-giu. 2013     | Maiorca            | PD                 | 17         | 0          | CR              | -               | -               | -                  | -                  | -                  | -           | -           | -           | 17     | 0      |
| 2013-gen. 2014     | Aston Villa        | PL                 | -          | -          | FACup+CdL       | -               | -               | -                  | -                  | -                  | -           | -           | -           | -      | -      |
| gen.-giu. 2014     | Bolton             | FLC                | 9          | 0          | FACup+CdL       | -               | -               | -                  | -                  | -                  | -           | -           | -           | 9      | 0      |
| 2014-2015          | Aston Villa        | PL                 | 30         | 1          | FACup+CdL       | 4+1             | 0               | -                  | -                  | -                  | -           | -           | -           | 35     | 1      |
| 2015-2016          | Aston Villa        | PL                 | 28         | 0          | FACup+CdL       | 0+2             | 0               | -                  | -                  | -                  | -           | -           | -           | 30     | 0      |
| 2016-2017          | Aston Villa        | FLC                | 34         | 0          | FACup+CdL       | 1+1             | 0               | -                  | -                  | -                  | -           | -           | -           | 36     | 0      |
| 2017-2018          | Aston Villa        | FLC                | 29+1       | 0          | FACup+CdL       | 0+1             | 0               | -                  | -                  | -                  | -           | -           | -           | 31     | 0      |
| Totale Aston Villa | Totale Aston Villa | Totale Aston Villa | 152+1      | 1          |                 | 13              | 0               |                    | -                  | -                  |             | -           | -           | 166    | 1      |
| Totale carriera    | Totale carriera    | Totale carriera    | 342        | 5          |                 | 29              | 1               |                    | 27                 | 1                  |             | 0           | 0           | 398    | 7      |

### Cronologia presenze e reti in nazionale
| Cronologia completa delle presenze e delle reti in nazionale ― Scozia | Cronologia completa delle presenze e delle reti in nazionale ― Scozia | Cronologia completa delle presenze e delle reti in nazionale ― Scozia | Cronologia completa delle presenze e delle reti in nazionale ― Scozia | Cronologia completa delle presenze e delle reti in nazionale ― Scozia | Cronologia completa delle presenze e delle reti in nazionale ― Scozia | Cronologia completa delle presenze e delle reti in nazionale ― Scozia | Cronologia completa delle presenze e delle reti in nazionale ― Scozia |
| Data                                                                  | Città                                                                 | In casa                                                               | Risultato                                                             | Ospiti                                                                | Competizione                                                          | Reti                                                                  | Note                                                                  |
| --------------------------------------------------------------------- | --------------------------------------------------------------------- | --------------------------------------------------------------------- | --------------------------------------------------------------------- | --------------------------------------------------------------------- | --------------------------------------------------------------------- | --------------------------------------------------------------------- | --------------------------------------------------------------------- |
| 30-5-2007                                                             | Vienna                                                                | Austria                                                               | 0 – 1                                                                 | Scozia                                                                | Amichevole                                                            | -                                                                     | 70’                                                                   |
| 22-8-2007                                                             | Glasgow                                                               | Scozia                                                                | 1 – 0                                                                 | Sudafrica                                                             | Amichevole                                                            | -                                                                     |                                                                       |
| 8-9-2007                                                              | Glasgow                                                               | Scozia                                                                | 3 – 1                                                                 | Lituania                                                              | Qual. Euro 2008                                                       | -                                                                     |                                                                       |
| 12-9-2007                                                             | Parigi                                                                | Francia                                                               | 0 – 1                                                                 | Scozia                                                                | Qual. Euro 2008                                                       | -                                                                     |                                                                       |
| 13-10-2007                                                            | Glasgow                                                               | Scozia                                                                | 3 – 1                                                                 | Ucraina                                                               | Qual. Euro 2008                                                       | -                                                                     |                                                                       |
| 17-11-2007                                                            | Glasgow                                                               | Scozia                                                                | 1 – 2                                                                 | Italia                                                                | Qual. Euro 2008                                                       | -                                                                     |                                                                       |
| 26-3-2008                                                             | Glasgow                                                               | Scozia                                                                | 1 – 1                                                                 | Croazia                                                               | Amichevole                                                            | -                                                                     |                                                                       |
| 19-11-2008                                                            | Glasgow                                                               | Scozia                                                                | 0 – 1                                                                 | Argentina                                                             | Amichevole                                                            | -                                                                     |                                                                       |
| 28-3-2009                                                             | Amsterdam                                                             | Paesi Bassi                                                           | 3 – 0                                                                 | Scozia                                                                | Qual. Mondiali 2010                                                   | -                                                                     | 73’                                                                   |
| 1-4-2009                                                              | Glasgow                                                               | Scozia                                                                | 2 – 1                                                                 | Islanda                                                               | Qual. Mondiali 2010                                                   | -                                                                     |                                                                       |
| 12-8-2009                                                             | Oslo                                                                  | Norvegia                                                              | 0 – 0                                                                 | Scozia                                                                | Qual. Mondiali 2010                                                   | -                                                                     |                                                                       |
| 5-9-2009                                                              | Glasgow                                                               | Scozia                                                                | 2 – 0                                                                 | Macedonia                                                             | Qual. Mondiali 2010                                                   | -                                                                     |                                                                       |
| 9-9-2009                                                              | Glasgow                                                               | Scozia                                                                | 0 – 2                                                                 | Paesi Bassi                                                           | Qual. Mondiali 2010                                                   | -                                                                     |                                                                       |
| 14-11-2009                                                            | Cardiff                                                               | Galles                                                                | 3 – 0                                                                 | Scozia                                                                | Amichevole                                                            | -                                                                     |                                                                       |
| 3-3-2010                                                              | Glasgow                                                               | Scozia                                                                | 1 – 0                                                                 | Rep. Ceca                                                             | Amichevole                                                            | -                                                                     |                                                                       |
| 3-9-2010                                                              | Kaunas                                                                | Lituania                                                              | 0 – 0                                                                 | Scozia                                                                | Qual. Euro 2012                                                       | -                                                                     |                                                                       |
| 7-9-2010                                                              | Glasgow                                                               | Scozia                                                                | 2 – 1                                                                 | Liechtenstein                                                         | Qual. Euro 2012                                                       | -                                                                     | 90+4’                                                                 |
| 8-10-2010                                                             | Praga                                                                 | Rep. Ceca                                                             | 1 – 0                                                                 | Scozia                                                                | Qual. Euro 2012                                                       | -                                                                     |                                                                       |
| 9-2-2011                                                              | Dublino                                                               | Irlanda del Nord                                                      | 0 – 3                                                                 | Scozia                                                                | Amichevole                                                            | -                                                                     |                                                                       |
| 27-3-2011                                                             | Londra                                                                | Brasile                                                               | 2 – 0                                                                 | Scozia                                                                | Amichevole                                                            | -                                                                     |                                                                       |
| 3-9-2011                                                              | Glasgow                                                               | Scozia                                                                | 2 – 2                                                                 | Rep. Ceca                                                             | Qual. Euro 2012                                                       | -                                                                     |                                                                       |
| 8-10-2011                                                             | Vaduz                                                                 | Liechtenstein                                                         | 0 – 1                                                                 | Scozia                                                                | Qual. Euro 2012                                                       | -                                                                     |                                                                       |
| 11-10-2011                                                            | Alicante                                                              | Spagna                                                                | 3 – 1                                                                 | Scozia                                                                | Qual. Euro 2012                                                       | -                                                                     |                                                                       |
| 15-8-2012                                                             | Edimburgo                                                             | Scozia                                                                | 3 – 1                                                                 | Australia                                                             | Amichevole                                                            | -                                                                     | 67’                                                                   |
| 8-9-2012                                                              | Glasgow                                                               | Scozia                                                                | 0 – 0                                                                 | Serbia                                                                | Qual. Mondiali 2014                                                   | -                                                                     |                                                                       |
| 11-9-2012                                                             | Glasgow                                                               | Scozia                                                                | 1 – 1                                                                 | Macedonia                                                             | Qual. Mondiali 2014                                                   | -                                                                     |                                                                       |
| 12-10-2012                                                            | Cardiff                                                               | Galles                                                                | 2 – 1                                                                 | Scozia                                                                | Qual. Mondiali 2014                                                   | -                                                                     |                                                                       |
| 16-10-2012                                                            | Bruxelles                                                             | Belgio                                                                | 2 – 0                                                                 | Scozia                                                                | Qual. Mondiali 2014                                                   | -                                                                     |                                                                       |
| 6-2-2013                                                              | Aberdeen                                                              | Scozia                                                                | 1 – 0                                                                 | Estonia                                                               | Amichevole                                                            | -                                                                     |                                                                       |
| 22-3-2013                                                             | Glasgow                                                               | Scozia                                                                | 1 – 2                                                                 | Galles                                                                | Qual. Mondiali 2014                                                   | -                                                                     |                                                                       |
| 26-3-2013                                                             | Novi Sad                                                              | Serbia                                                                | 2 – 0                                                                 | Scozia                                                                | Qual. Mondiali 2014                                                   | -                                                                     |                                                                       |
| 7-6-2013                                                              | Zagabria                                                              | Croazia                                                               | 0 – 1                                                                 | Scozia                                                                | Qual. Mondiali 2014                                                   | -                                                                     |                                                                       |
| 14-8-2013                                                             | Londra                                                                | Inghilterra                                                           | 3 – 2                                                                 | Scozia                                                                | Amichevole                                                            | -                                                                     |                                                                       |
| 6-9-2013                                                              | Glasgow                                                               | Scozia                                                                | 0 – 2                                                                 | Belgio                                                                | Qual. Mondiali 2014                                                   | -                                                                     |                                                                       |
| 10-9-2013                                                             | Skopje                                                                | Macedonia                                                             | 1 – 2                                                                 | Scozia                                                                | Qual. Mondiali 2014                                                   | -                                                                     |                                                                       |
| 15-10-2013                                                            | Glasgow                                                               | Scozia                                                                | 2 – 0                                                                 | Croazia                                                               | Qual. Mondiali 2014                                                   | -                                                                     |                                                                       |
| 15-11-2013                                                            | Glasgow                                                               | Scozia                                                                | 0 – 0                                                                 | Stati Uniti                                                           | Amichevole                                                            | -                                                                     |                                                                       |
| 19-11-2013                                                            | Molde                                                                 | Norvegia                                                              | 0 – 1                                                                 | Scozia                                                                | Amichevole                                                            | -                                                                     |                                                                       |
| 5-3-2014                                                              | Varsavia                                                              | Polonia                                                               | 0 – 1                                                                 | Scozia                                                                | Amichevole                                                            | -                                                                     | 58’ 67’                                                               |
| 28-5-2014                                                             | Londra                                                                | Scozia                                                                | 2 – 2                                                                 | Nigeria                                                               | Amichevole                                                            | -                                                                     |                                                                       |
| 7-9-2014                                                              | Dortmund                                                              | Germania                                                              | 2 – 1                                                                 | Scozia                                                                | Qual. Euro 2016                                                       | -                                                                     |                                                                       |
| 11-10-2014                                                            | Glasgow                                                               | Scozia                                                                | 1 – 0                                                                 | Georgia                                                               | Qual. Euro 2016                                                       | -                                                                     |                                                                       |
| 14-10-2014                                                            | Varsavia                                                              | Polonia                                                               | 2 – 2                                                                 | Scozia                                                                | Qual. Euro 2016                                                       | -                                                                     |                                                                       |
| 29-3-2015                                                             | Glasgow                                                               | Scozia                                                                | 6 – 1                                                                 | Gibilterra                                                            | Qual. Euro 2016                                                       | -                                                                     |                                                                       |
| 13-6-2015                                                             | Dublino                                                               | Irlanda                                                               | 1 – 1                                                                 | Scozia                                                                | Qual. Euro 2016                                                       | -                                                                     |                                                                       |
| 4-9-2015                                                              | Tbilisi                                                               | Georgia                                                               | 1 – 0                                                                 | Scozia                                                                | Qual. Euro 2016                                                       | -                                                                     |                                                                       |
| 7-9-2015                                                              | Glasgow                                                               | Scozia                                                                | 2 – 3                                                                 | Germania                                                              | Qual. Euro 2016                                                       | -                                                                     |                                                                       |
| 8-10-2015                                                             | Glasgow                                                               | Scozia                                                                | 2 – 2                                                                 | Polonia                                                               | Qual. Euro 2016                                                       | -                                                                     | 67’                                                                   |
| 11-10-2015                                                            | Loulé                                                                 | Gibilterra                                                            | 0 – 6                                                                 | Scozia                                                                | Qual. Euro 2016                                                       | -                                                                     |                                                                       |
| 24-3-2016                                                             | Praga                                                                 | Rep. Ceca                                                             | 0 – 1                                                                 | Scozia                                                                | Amichevole                                                            | -                                                                     |                                                                       |
| Totale                                                                |                                                                       | Presenze                                                              | 50                                                                    |                                                                       | Reti                                                                  | 0                                                                     |                                                                       |

## Palmarès

### Club

#### Competizioni nazionali
- Campionato scozzese: 2

Rangers: 2002-2003, 2004-2005
- Coppa di Scozia: 1

Rangers: 2002-2003
- Coppa di Lega scozzese: 2

Rangers: 2002-2003, 2004-2005
- Coppa di Lega inglese: 1

Tottenham: 2007-2008